# Коновал Олег Григорович
Оле́г Григо́рович Конова́л (1982—2023) — український військовослужбовець, учасник російсько-української війни.

## З життєпису
Народився 1982 року у місті Конотоп Сумської області.
Близько 20 років прослужив у лавах ДПСУ. Розпочинав службу в Сумському прикордонному загоні, з листопада 2020 року переведений в Луганський прикордонний загін імені Героя України полковника Євгенія Пікуса.
20 березня 2023 року під час штурмових дій противника Олег Коновал зазнав поранень, несумісних з життям.
Без Олега залишились дружина та двоє дітей.
Похований у Конотопі 24 березня 2023 року.

## Нагороди та вшанування
- орден «За мужність» III ступеня (19 червня 2023, посмертно) — за особисту мужність і самовідданість, виявлені у захисті державного суверенітету та територіальної цілісності України, сумлінне і бездоганне служіння Українському народові[2].
- В місті Конотоп встановлена меморіальна дошка пам'яті Олега Коновала[3].